# Efekt cieplarniany

Ryc. 1. Uproszczony bilans energetyczny Ziemi na podstawie pracy Kiehl i Trenberth (1997)

Efekt cieplarniany, efekt szklarniowy – zjawisko podwyższenia temperatury planety przez obecne w jej atmosferze gazy cieplarniane (w porównaniu z sytuacją, w której gazów cieplarnianych by nie było). Zmiany powodujące wzrost nasilenia efektu cieplarnianego są główną przyczyną obserwowanego na Ziemi globalnego ocieplenia.
Ciało niebieskie pozbawione atmosfery (np. Księżyc) pochłania i emituje promieniowanie bezpośrednio ze swojej powierzchni. Atmosfera zaburza ten proces wymiany ciepła, głównie poprzez ograniczenie ilości ciepła wypromieniowanego z powierzchni planety i dolnych warstw jej atmosfery bezpośrednio w przestrzeń kosmiczną. Efekt ten jest wywołany przez gazy cieplarniane, a w mniejszym stopniu przez pyły i aerozole zawieszone w atmosferze. W opisie bilansu energetycznego planety oprócz efektu cieplarnianego uwzględnia się też wszystkie inne procesy zachodzące w atmosferze, jak i na powierzchni planety, odpowiedzialne za przepływ energii z gwiazdy macierzystej, a także przenoszące energię z planety w przestrzeń kosmiczną. W Układzie Słonecznym występowanie efektu cieplarnianego stwierdzono na Ziemi, Marsie, Wenus oraz na księżycu Saturna – Tytanie.
Choć efekt cieplarniany może zachodzić na wszystkich planetach posiadających atmosferę, dalsza część artykułu dotyczy tego zjawiska przede wszystkim w odniesieniu do Ziemi.
Możliwość kumulacji ciepła pochodzącego z promieniowania słonecznego na Ziemi jako pierwszy rozpatrywał Jean Baptiste Joseph Fourier w 1824, niewiele później zagadnienie analizowali też m.in. Eunice Newton Foote (szczególnie odnośnie znaczenia dwutlenku węgla, w 1856) i John Tyndall (scharakteryzował różne gazy, w 1860). Później zjawisko badane było również między innymi przez Svante Arrheniusa, autora pierwszych obliczeń dotyczących reakcji klimatu na podwojenie koncentracji dwutlenku węgla (czułości klimatu). Termin „efekt cieplarniany” wywodzi się z podobieństwa do przemian cieplnych zachodzących w szklarni (niekiedy używa się określenia – „efekt szklarniowy”).
Efekt cieplarniany (naturalny), jest zjawiskiem korzystnym dla kształtowania warunków życia na Ziemi. Szacuje się, że podnosi on temperaturę powierzchni do 20–34 °C. Średnia temperatura naszej planety wynosi 14–15 °C. Gdyby efekt cieplarniany nie występował, przeciętna temperatura Ziemi wynosiłaby ok. –19 °C. W dyskusjach na temat zmiany klimatu na Ziemi można spotkać się z mylnym utożsamianiem pojęcia efektu cieplarnianego z globalnym ociepleniem. W rzeczywistości za obserwowany w ostatnich stuleciach wzrost średniej temperatury powierzchni Ziemi odpowiada spowodowane wzrostem koncentracji gazów cieplarnianych nasilenie efektu cieplarnianego, a nie sam fakt jego istnienia.

## Mechanizm działania efektu cieplarnianego

### Bilans cieplny
Ziemia wraz z atmosferą, jak każda inna planeta, otoczona jest prawie próżnią i dlatego wymiana energii cieplnej z otoczeniem odbywa się prawie wyłącznie poprzez promieniowanie elektromagnetyczne. Najistotniejsza dla bilansu energetycznego Ziemi jest docierająca do niej ilość promieniowania słonecznego. Inne rodzaje energii, które zmieniają się w energię cieplną i ogrzewają powierzchnię Ziemi (np. energia geotermalna, energia pływów, energia rozpadów promieniotwórczych, energia spalania paliw kopalnych), są mniej istotne od energii promieniowania słonecznego.
Ziemia nie tylko otrzymuje, ale też oddaje energię cieplną w postaci promieniowania cieplnego, którego ilość zależy od temperatury planety.
Gdy średnia ilość energii docierającej do planety nie zmienia się w czasie, ustala się jej średnia temperatura, a energia pobierana jest równa energii oddawanej. W takim przypadku średnia temperatura planety praktycznie nie zmienia się (panuje stan równowagi termicznej). Na tych założeniach oparte są proste, równowagowe modele klimatu planety. Takie modele jako jeden z pierwszych opracował w 1962 roku Michaił Budyko. Zwracał on uwagę na pozytywny efekt cieplarniany oraz na możliwość globalnego ochłodzenia po zmniejszeniu emisji CO2.
Opierając się na powyższych założeniach oraz na prawach promieniowania cieplnego oszacowano, że bez atmosfery Ziemia miałaby średnią temperaturę od około −18 °C do około –27 °C. Różnice wynikają ze zróżnicowanych uproszczeń i założeń czynionych (np. zmian współczynnika odbicia światła przy zmianie pokrycia powierzchni śniegiem) przy obliczaniu bilansu energetycznego. Szczegółową analizę energetyczną procesów zachodzących w atmosferze Ziemi opracowali J.T. Kiehl i Kevin E. Trenberth w pracy Earth’s Annual Global Mean Energy Budget, poniższy opis bilansu cieplnego opiera się na tej pracy.
Powyższe proste modele zakładają, że Ziemia znajduje się w stanie równowagi termicznej, jednak obserwowany wzrost temperatury powierzchni Ziemi, topnienie lodowców oraz wzrost temperatury oceanów wskazywać może, że Ziemia otrzymuje więcej energii, niż wypromieniowuje. Na podstawie szybkości wzrostu temperatury szacuje się, że różnica ta jest równa 0,85 W/m². By uzyskać stan równowagi w obecnie panujących warunkach, temperatura Ziemi musiałaby wzrosnąć o około 1 °C.

#### Bilans energetyczny na szczycie atmosfery

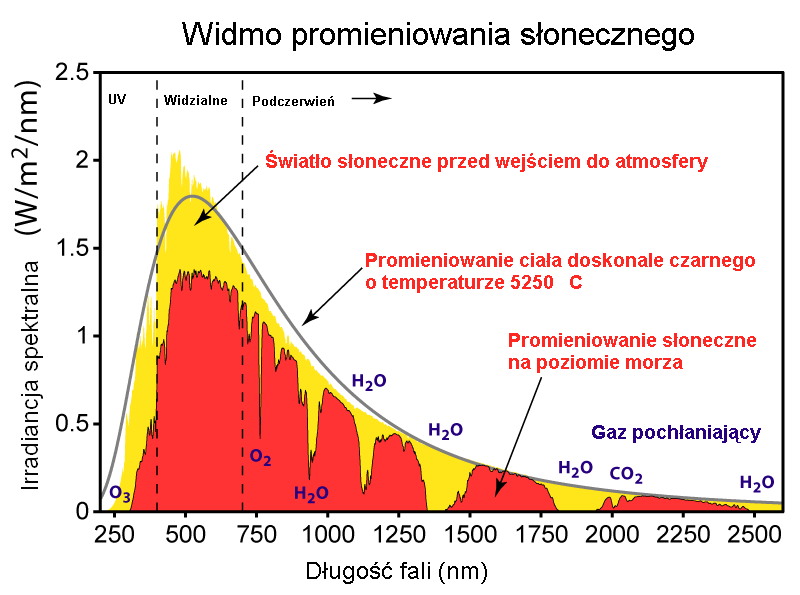
Ryc. 2. Rozkład widmowy promieniowania słonecznego

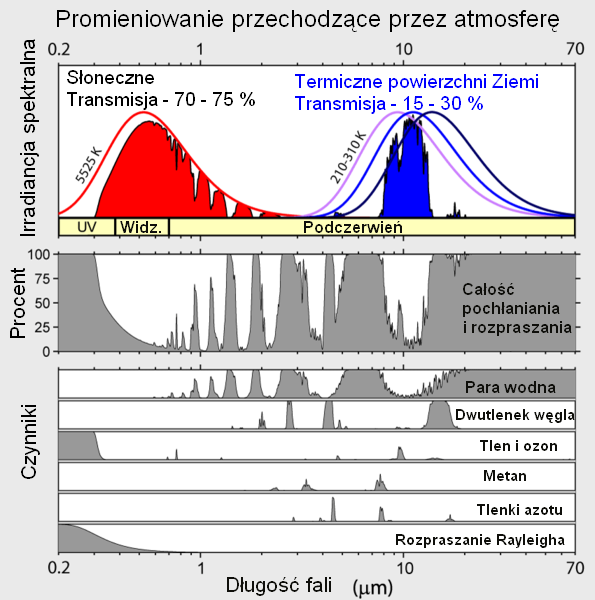
Ryc. 3. Promieniowanie przechodzące przez atmosferę oraz czynniki odpowiedzialne za jego pochłanianie

Z przestrzeni kosmicznej do układu Ziemia-atmosfera, dochodzi olbrzymia ilość energii w postaci promieniowania słonecznego. Strumień promieniowania dochodzącego do górnych warstw atmosfery wynosi około 1366 W/metr kwadratowy powierzchni prostopadłej do promieniowania (jest to tzw. stała słoneczna). Po uwzględnieniu kulistego kształtu Ziemi odpowiada to około 342 W/m² powierzchni Ziemi i mocy 1,74•1017 wata dostarczanej średnio całej planecie.
Widmo promieniowania słonecznego jest zbliżone do promieniowania ciała doskonale czarnego o temperaturze 5250 °C, a większość energii promieniowania słonecznego przypada na światło widzialne i bliską podczerwień. W tym zakresie czysta atmosfera Ziemi jest niemal przezroczysta (Ryc. 2).
Promieniowanie słoneczne jest częściowo odbijane. Albedo Ziemi obserwowane z kosmosu (na szczycie atmosfery) wynosi około 31% (107 W/m²), w tym atmosfera (chmury, pyły i gazy) odbija 22% (77 W/m²), a 9% (30 W/m²) powierzchnia Ziemi.
Pozostałe 69% promieniowania (235 W/m²) jest absorbowane w atmosferze i na powierzchni Ziemi, w tym:
- 16% przez atmosferę (większość promieniowania ultrafioletowego),
- 3% przez chmury (łącznie 67 W/m²),
- 50% (168 W/m²) przez powierzchnię Ziemi.

Pochłonięte promieniowanie (około 1,2·1017W) ogrzewa atmosferę, oceany i lądy, a jego niewielka część poprzez fotosyntezę dostarcza energii dla życia. Podane liczby są uśrednione dla całej Ziemi w bilansie rocznym. Zachodzą duże zmiany w dobowych, sezonowych i regionalnych wartościach, zarówno odbicia, jak i pochłaniania.
Podsumowując, na szczycie atmosfery bilans energetyczny to 342 W/m² dochodzącego promieniowania słonecznego i taka sama ilość promieniowania wysyłanego w przestrzeń kosmiczną, na które przypada 107 W/m² promieniowania słonecznego odbitego oraz przez 235 W/m² promieniowania podczerwonego wyemitowanego przez układ atmosfera – Ziemia (Ryc. 1).

#### Bilans energetyczny na powierzchni Ziemi
Ziemia, tak jak każde ciało, emituje promieniowanie cieplne. Promieniowanie to ma rozkład zbliżony do promieniowania ciała doskonale czarnego dla temperatury 287 K. Ponieważ powierzchnia Ziemi jest znacznie chłodniejsza niż powierzchnia Słońca (287 K vs 5780 K), dlatego wypromieniowuje energię cieplną falami o większej długości, niż długości fal docierających do Ziemi (i ogrzewających ją). Natężenie promieniowania słonecznego ma zgodnie z prawem Wiena maksimum w promieniowaniu widzialnym (około 0,5 μm), a promieniowanie cieplne Ziemi w dalekiej podczerwieni (około 10 μm).
Dla promieniowania emitowanego przez powierzchnię Ziemi atmosfera ziemska jest nieprzezroczysta i pochłania jego większą część, w wyniku czego ulega ogrzaniu. Pochłonięta energia jest wypromieniowana zarówno w stronę Ziemi, jak i w stronę kosmosu (Ryc. 1). Energia wysyłana w kierunku Ziemi jest znaczna (324 W/m²), przewyższa niemal dwukrotnie energię dostarczaną przez Słońce (168 W/m²). W wyniku promieniowania atmosfery w kierunku Ziemi wzrasta temperatura jej powierzchni, zwiększając jej emisję promieniowania cieplnego, co prowadzi do wzrostu temperatury atmosfery. Procesy pochłaniania i emisji energii znajdują się w równowadze, która określa średnią temperaturę powierzchni Ziemi i atmosfery.
Atmosfera jest chłodniejsza od powierzchni Ziemi. Temperatura atmosfery zmniejsza się o około 6,5 °C na każdy 1 km wysokości (zobacz: atmosfera wzorcowa, gradient adiabatyczny). Dlatego energia wypromieniowana przez atmosferę w kierunku Ziemi jest mniejsza od promieniowania wysłanego przez Ziemię.
Wymiana radiacyjna w atmosferze opisywana jest równaniem transportu promieniowania. Wymiana ta zależy od optycznej grubości atmosfery dla danej długości fali elektromagnetycznej, na co wpływ ma przede wszystkim temperatura atmosfery, pokrywa chmur oraz ilość pyłów zawieszonych w atmosferze. Aby nastąpiło przeniesienie energii z powierzchni Ziemi w przestrzeń kosmiczną, proces pochłaniania i emisji promieniowania podczerwonego zachodzi wielokrotnie, zanim promieniowanie „przebije się” przez atmosferę.
Oprócz promieniowania cieplnego przenoszenie energii w górę atmosfery odbywa się także przez konwekcję. Ogrzana powierzchnia Ziemi ogrzewa najniższe warstwy powietrza, które, jako lżejsze od położonego wyżej, jest przenoszone w górę, chłodniejsze zaś w dół. Konwekcja zachodzi zarówno w wyniku mieszania turbulentnego, w którym obszary unoszenia i opadania są niewielkie, jak i transporcie wielkoskalowym, wywołanym pionowymi ruchami powietrza o skali kilku kilometrów. Występuje także wymiana powietrza na skalę globalną, zwana cyrkulacją powietrza. Transport energii wywołany konwekcją powietrza jest szacowany na 24 W/m². Procesowi przenoszenia powietrza towarzyszy przenoszenie pary wodnej z powierzchni Ziemi w górę oraz proces parowania wody z powierzchni Ziemi i skraplania oraz resublimacji w atmosferze. Szacuje się, że w procesie parowania/kondensacji wody przenoszone jest średniorocznie około 78 W/m² (patrz stosunek Bowena).
Podsumowując bilans energetyczny na powierzchni Ziemi, do powierzchni dociera 168 W/m² promieniowania słonecznego dochodzącego oraz 324 W/m² promieniowania atmosfery, natomiast tracone jest 390 W/m² przez emisję promieniowania, 24 W/m² przenoszone do góry przez konwekcję oraz 78 W/m² przez parowanie (Ryc. 1).

#### Bilans energetyczny atmosfery
Przepływ energii od powierzchni Ziemi w górę zachodzący w atmosferze wywołany jest kilkoma zjawiskami, takimi jak: bezpośredni przepływ promieniowania w oknie atmosferycznym, pochłanianie oraz emisja promieniowania cieplnego, konwekcja oraz parowanie i kondensacja wody. Proces przenoszenia energii jest opisywany przez równanie transportu promieniowania. W uproszczonych modelach oraz by zobrazować rolę poszczególnych zjawisk, rozpatruje się bilans energii dla atmosfery jako całości.
Górne warstwy atmosfery emitują energię cieplną w przestrzeń kosmiczną (ok. 195 W/m²), a dolne w stronę Ziemi (ok. 324 W/m²). Tak duża emisja powodowałaby obniżenie temperatury atmosfery o około 1,6 °C na dzień. Proces ten jest jednak bilansowany (Ryc. 1) w wyniku pochłaniania promieniowania słonecznego (67 W/m²), dopływ energii z niższych warstw atmosfery przez promieniowanie (350 W/m²), konwekcję (24 W/m²) i kondensację pary wodnej (78 W/m²).

## Transport energii z Ziemi w przestrzeń kosmiczną
Bezchmurna atmosfera ziemska silnie pochłania promieniowanie podczerwone (termiczne) emitowane przez powierzchnię Ziemi, którego maksimum przypada około 10 μm, z wyjątkiem wąskiego zakresu fal o długości pomiędzy 8–14 µm, które dobrze przechodzą przez atmosferę. Zakres ten, dla którego atmosfera jest prawie całkowicie przezroczysta, został nazwany „oknem atmosferycznym” (Ryc. 3). Chmury, pyły oraz gazy cieplarniane, pochłaniając promieniowanie z tego zakresu „przymykają” podczerwone okno atmosferyczne, a przez to zwiększają efekt cieplarniany. Dla czystej atmosfery znaczna część promieniowania ziemskiego ucieka bezpośrednio do przestrzeni kosmicznej (około 100 W/m²). Para wodna w atmosferze (zwłaszcza w atmosferze tropikalnej, gdzie jest jej najwięcej) pochłania większość promieniowania podczerwonego i emituje je częściowo z powrotem ku powierzchni Ziemi, w wyniku czego średnia ilość energii odchodzącej do przestrzeni kosmicznej bezpośrednio z Ziemi zmniejsza się do 40 W/m².
Każdy gaz pochłania i emituje promieniowanie elektromagnetyczne tylko w określonych dla danej substancji przedziałach częstotliwości (długości fali) (Ryc. 3). Efekt cieplarniany wywołują tylko te gazy, które pochłaniają promieniowanie w zakresie emitowanym przez powierzchnię planety. Dla ciała o temperaturze powierzchni Ziemi maksimum natężenia promieniowania przypada w okolicy 10 mikrometrów (Ryc. 3). Tlen dwuatomowy (O2), azot (N2) i argon (Ar) nie pochłaniają promieniowania w zakresie fal o długości mikrometrów i dlatego nie wpływają na efekt cieplarniany. Natomiast para wodna (H2O), dwutlenek węgla (CO2), ozon (O3), metan (CH4) pochłaniają promieniowanie w tym zakresie, wywołując efekt cieplarniany.
Znając charakterystykę pochłaniania promieniowania przez daną substancję oraz rozkład jej stężenia w atmosferze można określić pochłanianie promieniowania oraz wpływ na efekt cieplarniany. Najważniejszymi gazami cieplarnianymi w atmosferze Ziemi są – para wodna oraz dwutlenek węgla. Woda w stanie ciekłym i stałym, choć nie jest gazem, ma także duży wpływ na zjawiska cieplne zachodzące w atmosferze i na powierzchni Ziemi i dlatego jest omawiana jako czynnik efektu cieplarnianego.

### Woda
Woda wpływa głównie stabilizująco na temperaturę Ziemi. Dzieje się tak dzięki jej specyficznym właściwościom fizycznym (duże ciepło właściwe, parowanie, skraplanie, zamarzanie, sublimacja i topnienie w troposferze Ziemi). Zjawiska te odgrywają ważną rolę w transporcie energii cieplnej w górę atmosfery. Woda paruje na powierzchni Ziemi i kondensuje w górnych warstwach atmosfery. Dzięki temu do górnych warstw atmosfery dostarczane jest więcej ciepła, niż gdyby zachodził jedynie proces wypromieniowywania energii cieplnej.
Wpływ chmur na transport energii w atmosferze jest różnorodny. W zakresie promieniowania słonecznego chmury, poprzez odbicie promieniowania, ograniczają dopływ energii słonecznej do Ziemi, z drugiej strony tak samo odbijają promieniowanie w zakresie fal o długości mikrometrów emitowane przez Ziemię, ograniczając wypromieniowywanie energii przez Ziemię. Klimatolodzy wysuwają różne hipotezy dotyczące związku chmur ze zjawiskami cieplnymi w atmosferze np. hipoteza tęczówki, hipoteza termostatu.
Para wodna jest głównym gazem cieplarnianym w atmosferze ziemskiej. Efekt cieplarniany wywołany przez parę wodną zawiera się pomiędzy 36–60% a wzrost stężenia pary wodnej w atmosferze zwiększa efekt cieplarniany. Dodatkowo para wodna jest gazem, którego stężenie w powietrzu silnie zależy od warunków lokalnych i pogodowych. Widmo absorpcyjne pary wodnej pokrywa się też z widmami absorpcyjnymi innych gazów, dlatego para wodna oprócz bezpośredniego, ma też pośredni wpływ na efekt cieplarniany. Efekty pary wodnej zależą od tego, czy jest ona skoncentrowana wysoko czy nisko w atmosferze.
Raport IPCC TAR (2001; sekcja 2.5.3) ocenia, że mimo niejednorodnego rozkładu pary wodnej w atmosferze, które utrudnia określenie jej ilości w całej atmosferze, ilość pary wodnej w atmosferze wzrosła w przeciągu XX w.

### Dwutlenek węgla

Ryc. 4. Atmosferyczne stężenie CO_{2} w ostatnich dekadach. Dane z obserwatorium w Mauna Loa

Dwutlenek węgla silnie pochłania promieniowanie podczerwone w trzech pasmach (patrz grafika wyżej). Jeden z zakresów pochłaniania wypada w pobliżu maksimum promieniowania cieplnego Ziemi, obszar ten przypada w znacznej części na długości fal, w których para wodna słabo pochłania promieniowanie, dlatego jest on ważnym gazem cieplarnianym.
Dwutlenek węgla bierze udział w licznych procesach przyrodniczych na Ziemi, które wpływają na jego stężenie w atmosferze, a przez to i na efekt cieplarniany.
Głównymi naturalnymi źródłami dwutlenku węgla są emisje związane z wybuchami wulkanów, procesy życiowe organizmów i rozkładu substancji organicznych w tym także w bagnach i torfowiskach oraz oddawanie CO2 wcześniej zaabsorbowanego przez zbiorniki wodne. Człowiek również wytwarza dwutlenek węgla głównie w wyniku spalania paliw kopalnych, zawierających węgiel. Ważnym procesem w bilansie atmosferycznego dwutlenku węgla jest rozpuszczanie się CO2 w oceanach, gdzie jest on częściowo pochłaniany przez organizmy żywe oraz wchodzi w reakcje chemiczne, a częściowo pozostaje w wodzie oceanicznej. Powoduje to zwiększenie stężenia dwutlenku węgla w warstwach powierzchniowych wody, a następnie, w wyniku powolnego mieszania się wód oceanicznych, także w głębszych jej warstwach. Konsekwencją pochłaniania CO2 w oceanach jest znacznie mniejszy wzrost stężenia dwutlenku węgla w atmosferze, niż wynikałoby to z ilości spalonych paliw kopalnych. Z kolei oddawanie CO2 zaabsorbowanego przez oceany powoduje wzrost jego stężenia w atmosferze wraz ze wzrostem temperatury wody w związku ze zmniejszeniem rozpuszczalności.
Pomiary dwutlenku węgla w obserwatorium Mauna Loa (Ryc. 4) pokazują, że stężenie CO2 wzrosło z około 313 ppm (cząsteczek na milion) w 1960 do około 410 ppm w 2018 (krzywa Keelinga). Obecnie obserwowane koncentracje przewyższają stężenia CO2 z ostatnich 800 tys. lat, okres, dla którego uzyskano wiarygodne dane z rdzeni lodowych, których maksima szacowane są na ok. 300 ppm. Z innych, mniej bezpośrednich dowodów geologicznych przypuszcza się, że zawartości dwutlenku węgla nie były tak wysokie od 20 milionów lat.
W artykule opublikowanym w 2008 w PNAS dyskutowane są oceny stężenia dwutlenku węgla wykonane na podstawie zagęszczenia porów liści w latach 1000–1500 naszej ery. Oceny wykonane na podstawie pomiarów indeksu porów dębu angielskiego wskazują na zmiany dwutlenku węgla o około 34 ppmv pomiędzy 1200 a 1300 rokiem. Są to zmiany większe niż oceny wykonane na podstawie analizy pęcherzy powietrza w rdzeniach antarktycznych. Autorzy sugerują, że obserwowane zmiany związane są ze zmianami temperatury oceanu. W pracy Friederike Wagner i in. wysunięto wniosek, że stężenie CO2 we wczesnym holocenie było znacznie wyższe (ponad 300 ppmv), niż się powszechnie uważa. Inni naukowcy uznali ten pogląd za „nieuzasadniony” i pozostający „w sprzeczności z innymi niezależnymi pomiarami i szacunkami stężenia CO2”
Trwają dyskusje związane ze źródłami i efektywnością pochłaniania dwutlenku węgla oraz prognozy zmiany jego zawartości w atmosferze w przyszłości. Obliczenia za pomocą globalnych modeli klimatu wskazują, że zwiększenie stężenia CO2 mogło z dużym prawdopodobieństwem spowodować globalne ocieplenie, dlatego za obserwowany od początku XX wieku wzrost temperatury Ziemi obarcza się głównie wzrost stężenia dwutlenku węgla w atmosferze.

### Wpływ poszczególnych gazów na efekt cieplarniany
Trudno ocenić wpływ danego gazu na efekt cieplarniany, ponieważ widma pochłaniania różnych składników często pokrywają się, dlatego zmiana stężenia danego gazu nie wywoła efektu proporcjonalnego do zmiany, promieniowanie i tak pochłonie inny gaz. Tabela 1 pokazuje szacowane wartości na podstawie obliczeń teoretycznych.
| Absorber usunięty z mieszaniny | Część IR zaabsorbowana |
| ------------------------------ | ---------------------- |
| Żaden                          | 100%                   |
| H2O                            | 64 (64, RC78)          |
| Chmury                         | 84 (86, RC78) –        |
| CO2                            | 91 (88, RC78) -23      |
| O3                             | 97 (97, RC78)          |
| Inne GHG                       | 98                     |
| H2O + Chmury                   | 34                     |
| H2O + CO2                      | 47                     |
| Wszystkie bez H2O + chmury     | 85                     |
| Wszystkie bez H2O              | 66 (60-70, IPCC90)     |
| Wszystkie bez CO2              | 26 (25, IPCC90)        |
| Wszystkie bez O3               | 7                      |
| Wszystkie bez GHG              | 8                      |
| Wszystkie                      | 0%                     |

Para wodna jest najważniejszym gazem absorbującym promieniowanie (sama powoduje 36–66% bezpośredniego efektu cieplarnianego), razem z chmurami jest odpowiedzialna za od 66% do 85% efektu cieplarnianego. Sam CO2 odpowiada za 9–26%, podczas gdy O3 jest odpowiedzialny za 7%, a inne gazy cieplarniane (w tym głównie metan, tlenki azotu i freony) są odpowiedzialne za 8% efektu. Łącznie gazy te nazywa się gazami cieplarnianymi (GHG). Efekt cieplarniany spowodowany wyłącznie przez dwutlenek węgla nazywa się efektem Callendara.
Badając metodami spektrometrycznymi w laboratorium gazy można dokładnie określić pasma absorpcyjne gazów; istnienie pasm pochłaniania można nawet określić teoretycznie na podstawie struktury cząsteczki. Heteromolekularne (zawierające atomy różnych pierwiastków) dwuatomowe i trójatomowe molekuły absorbują promieniowanie w podczerwieni, ale homonuklearne (zbudowane z jednakowych atomów) dwuatomowe molekuły nie absorbują promieniowania podczerwonego. Dlatego H2O oraz CO2 są gazami cieplarnianymi, a główne składniki powietrza – azot (N2) i tlen (O2) nie są. Pomiędzy pasmami absorpcji dwutlenku węgla i pary wodnej znajdują się pasma „okien atmosferycznych”, w których promieniowanie podczerwone jest stosunkowo słabo absorbowane, dotyczy to zwłaszcza okna atmosferycznego pomiędzy 8 i 15 μm. Składniki takie jak chloro- i fluoropochodne węglowodory alifatyczne (freony) absorbują bardzo silnie w tym zakresie długości fal, co oznacza, że są one bardzo silnymi gazami cieplarnianymi. Związki te praktycznie nie występowały w atmosferze, pojawiają się w wyniku działalności ludzkiej. W atmosferze Ziemi nie ma mechanizmów powodujących ich usuwanie z atmosfery, a wyemitowane do atmosfery pozostają w niej długo i nagromadzają się. Niektóre z nich mają w atmosferze średni czas życia około 50 000 lat.

## Inne ciała niebieskie
Atmosfera Wenus ma ciśnienie prawie 100 razy większe od ziemskiego i jest złożona głównie z dwutlenku węgla, co sprawia, że temperatura powierzchni wynosi około 460 °C i jest wyższa od znajdującego się znacznie bliżej Słońca, ale pozbawionego atmosfery Merkurego; efekt cieplarniany dla Wenus szacuje się na ponad 300 °C. W atmosferze Marsa efekt cieplarniany jest minimalny z powodu niewielkiego ciśnienia (grubości) atmosfery. Efekt cieplarniany na Tytanie, księżycu Saturna, wywołany przez dużą zawartość metanu w atmosferze, chroni ją przed skondensowaniem w panującej tam niskiej temperaturze.

## Efekt cieplarniany a atmosfera planety

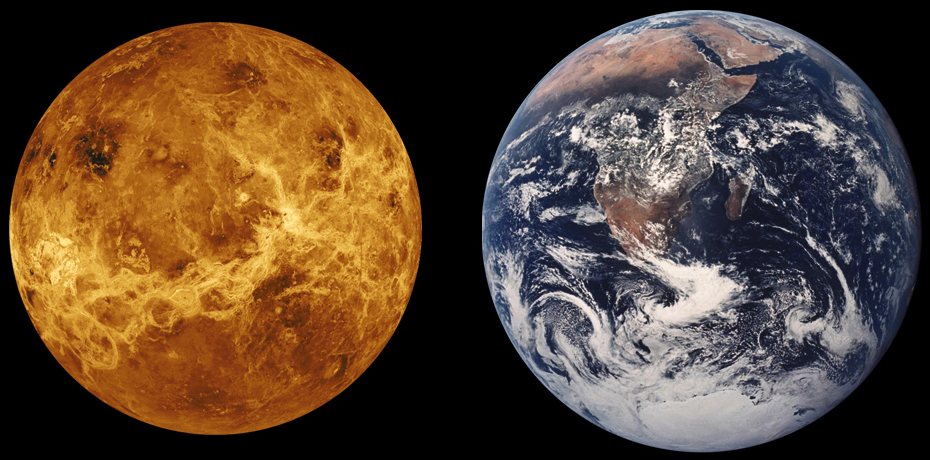
Ryc. 5. Porównanie rozmiarów Ziemi i Wenus

Efekt cieplarniany zmieniając temperaturę planety, jak i atmosfery wpływa na zjawiska zachodzące na planecie, w tym na sam efekt cieplarniany. Takie oddziaływanie procesu na siebie opisywane jest jako sprzężenie zwrotne. Jak spekuluje się, obecne warunki na Wenus są efektem dodatniego sprzężenia zwrotnego dotyczącego efektu cieplarnianego na tej planecie w odległej przeszłości. Wenus ma zbliżone rozmiary do Ziemi (Ryc. 5) i znajduje się bliżej Słońca (około 72% odległości Ziemi), w związku z czym otrzymuje około dwukrotnie więcej promieniowania słonecznego niż Ziemia. Zgodnie z prawem Stefana-Boltzmanna przy identycznej atmosferze jej temperatura powinna wynosić 1,2 (pierwiastek 4. stopnia z 2) temperatury Ziemi w skali Kelvina (73 °C), a jest znacznie wyższa. Odmienność warunków panujących na obu planetach wynika z innego składu ich atmosfer, który z kolei wynika, z początkowo niewielkich różnic, w ich ewolucji. Niedługo po narodzinach Układu Słonecznego atmosfera Wenus i Ziemi miały inny skład niż obecnie. Obie atmosfery zawierały parę wodną. Wenus znajduje się trochę bliżej Słońca, temperatura jej atmosfery była taka, że para wodna mogła wznieść się wysoko, gdzie dociera promieniowanie ultrafioletowe, które rozkładało wodę na wodór i tlen. Wodór jako gaz bardzo lekki uciekał z atmosfery w przestrzeń kosmiczną, zaś tlen reagował z węglem, zwiększając ilość dwutlenku węgla. Wyższa temperatura zmniejszała też ilość ciekłej wody, w związku z czym ilość dwutlenku węgla związanego przez ciekłą wodę zmniejszała się i przechodził on do atmosfery. Procesy wulkaniczne uwalniały wcześniej uwięziony w skałach dwutlenek węgla, co powodowało jego kumulację w atmosferze. Zwiększona ilość dwutlenku węgla podwyższała temperaturę Wenus. Proces ten przebiega w warunkach dodatniego sprzężenia zwrotnego. Im więcej gazów cieplarnianych było w atmosferze, tym szybciej ich przybywało.
Dowodem na „mokrą” przeszłość Wenus jest skład izotopowy pary wodnej zawartej w jej atmosferze. Na Ziemi cząsteczki wody są zbudowane w ogromnej większości z dwóch protonów połączonych wiązaniem chemicznym z atomem tlenu. W atmosferze Wenus udział cząsteczek wody zbudowanych z par deuteru bądź trytu powiązanych z tlenem (ciężka woda) jest znacznie większy niż na Ziemi. Cząsteczki wody zawierające prot pod wpływem promieniowania ultrafioletowego ulegają dysocjacji (rozpadowi), w konsekwencji czego powstaje wolny wodór, którego lekkie cząsteczki ulatują w przestrzeń kosmiczną. Cząsteczki wody zawierające cięższe izotopy wodoru nie rozpadają się i dlatego deuter nie ucieka z planety. Po uwzględnieniu brakującego wodoru skład pierwiastkowy Wenus i Ziemi okazuje się podobny.
Opisane wyżej procesy zachodziły i zachodzą też w atmosferze Ziemi, ale ich przebieg jest diametralnie różny. Trochę niższa temperatura atmosfery Ziemi sprawiała, że para wodna ulegała kondensacji i nie docierała do wyższych warstw atmosfery, nie była rozkładana i pozostała na planecie. Wytwarzany przez organizmy żywe tlen pod wpływem promieniowania ultrafioletowego przekształcał się w ozon, który silnie pochłaniał promieniowanie ultrafioletowe, zmniejszając tym samym rozpad cząsteczek wody w niższych warstwach atmosfery, w konsekwencji eliminując całkowicie proces ucieczki wodoru z planety. Dwutlenek węgla rozpuszczał się w ciekłej wodzie, był też absorbowany przez powierzchnię Ziemi, a później przez organizmy żywe. Zmniejszenie zawartości dwutlenku węgla zmniejszyło efekt cieplarniany na Ziemi.
Z porównania tego widać jak niewielkie zmiany w atmosferze mogą zmienić drastycznie temperaturę planety.
W 1973 Carl Sagan zasugerował, że dwutlenek węgla zawarty w atmosferze i efekt cieplarniany objęte są dodatnim sprzężeniem zwrotnym. Wzrost dwutlenku węgla wywołać może wzrost temperatury powierzchni Ziemi, w tym i temperatury obecnie zamrożonych bagien, co spowoduje szybsze utlenianie zawartych w nich substancji organicznych, w konsekwencji zwiększając zawartość CO2 w atmosferze. Dodatkowo wzrost temperatury wywoła także wzrost zawartości pary wodnej w atmosferze, ograniczając wypromieniowywanie ciepła z Ziemi.

## Globalne ocieplenie

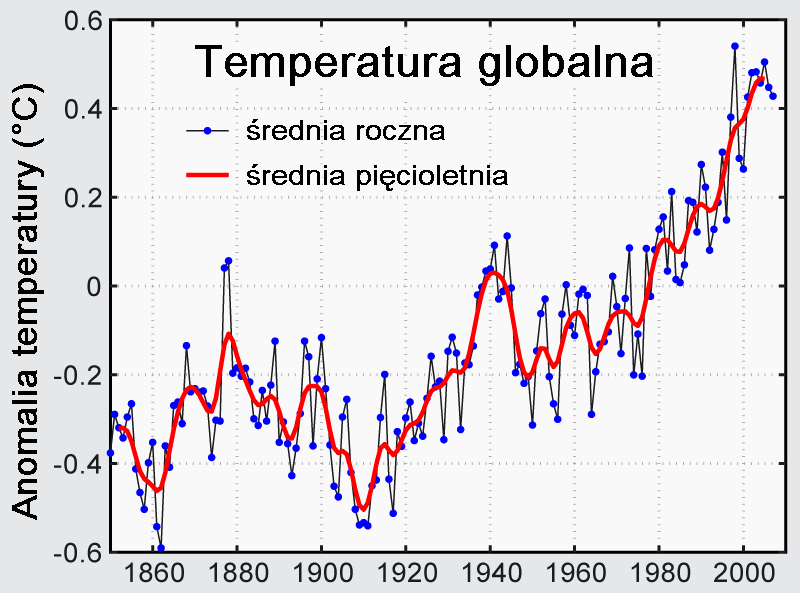
Ryc. 6. Średnia globalna anomalia temperatury od 1850 do 2007.

Zmiany w efekcie cieplarnianym wywołane działalnością człowieka są głównym czynnikiem wpływającym na podnoszenie się temperatury na Ziemi. W 2017 średnia temperatura powierzchni Ziemi wzrosła już o 1 ± 0,2 °C względem epoki przedprzemysłowej (gdzie za przybliżenie stanu z epoki przedprzemysłowej przyjmuje się średnią z lat 1850–1900). Według V Raportu IPCC, obserwowane od połowy XX wieku ocieplenie z ponad 95% prawdopodobieństwem spowodowane jest działalnością człowieka. Podstawowe wnioski IPCC poparło co najmniej trzydzieści stowarzyszeń i akademii naukowych, w tym wszystkie narodowe akademie nauk krajów G8.
Na temat przyczyny współczesnej zmiany klimatu panuje obecnie naukowy konsensus – ponad 97% prac na ten temat przedstawia zgodne wnioski, a w pozostałych 3% znaleziono poważne błędy. Obecnie żadna poważna instytucja naukowa nie podważa ani problemu globalnego ocieplenia ani jego związku z działalnością człowieka. Sugerowane alternatywne wyjaśnienia globalnego wzrostu temperatury od czasów rewolucji przemysłowej to np. efekt aktywności słonecznej (której zmiany są jednak na to zbyt słabe i która od kilku dekad spada) lub wpływ promieniowania kosmicznego na zachmurzenie, który okazał się jednak nieznaczący.

## Porównanie do szklarni

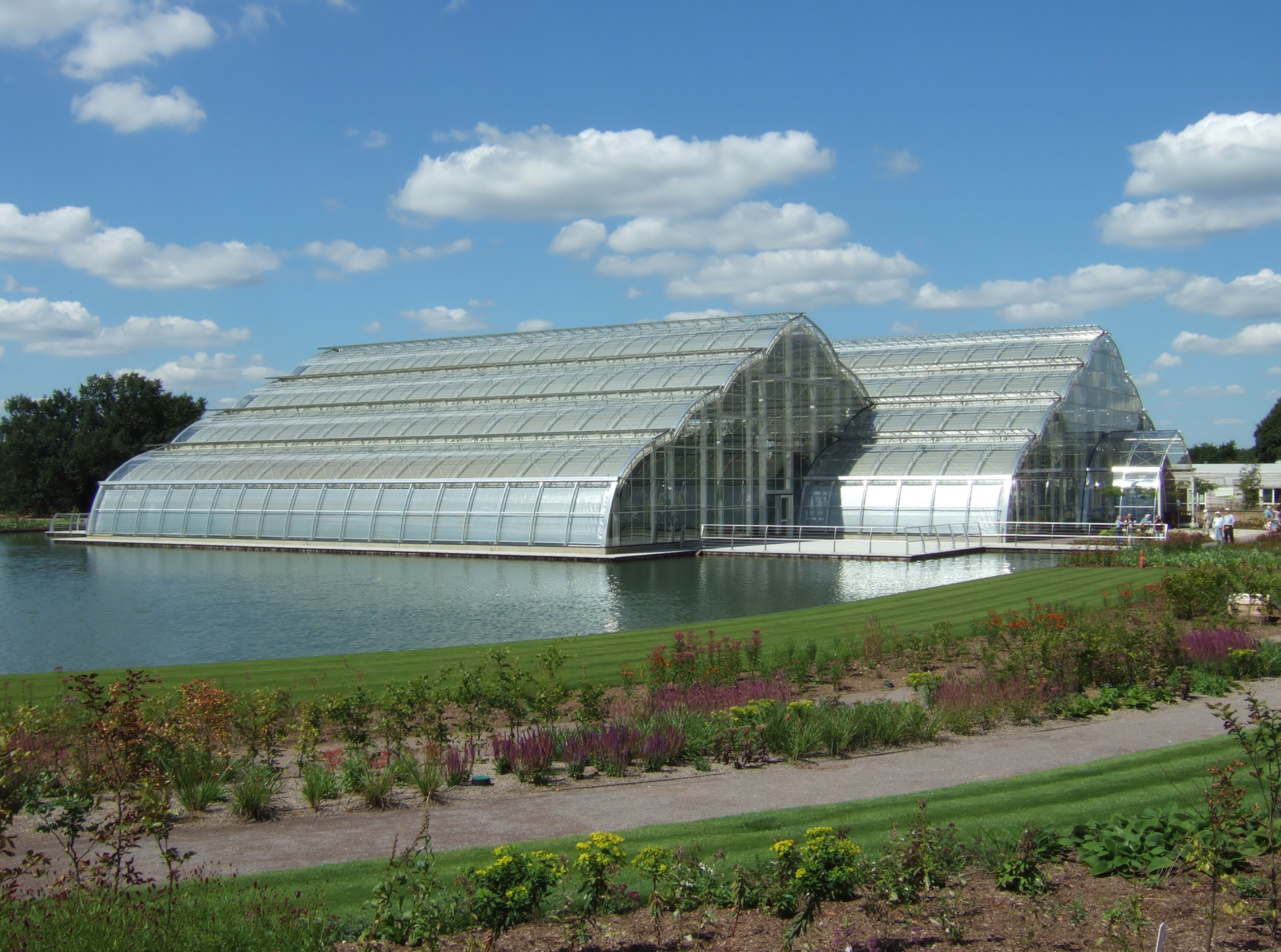
Ryc. 7. Nowoczesna szklarnia w RHS Wisley, w Wielkiej Brytanii

Termin efekt cieplarniany powstał w wyniku porównania zjawiska nagrzewania atmosfery planety do nagrzewania się szklarni; nie można ich jednak utożsamiać. Mimo że w obu przypadkach następuje wzrost temperatury, przyczyny podwyższania się temperatury w szklarni różnią się od czynników wywołujących efekt cieplarniany w atmosferze. Ogrzewanie się szklarni następuje w wyniku ograniczenia ucieczki ciepłego powietrza, czyli ograniczeniu konwekcyjnej i turbulentnej wymiany ciepła. Promienie słoneczne nagrzewają grunty w szklarni, co z kolei ociepla powietrze w środku pomieszczenia. Temperatura powietrza wzrasta, ponieważ jest ono „uwięzione” w szklarni, w przeciwieństwie do warunków zewnętrznych, gdzie ciepłe powietrze swobodnie miesza się z zimnym. Można to łatwo zademonstrować, otwierając okno w szklarni, co prowadzi do szybkiego spadku temperatury. Szklarnia działa głównie poprzez zapobieganie konwekcji; atmosferyczny efekt cieplarniany funkcjonuje z kolei poprzez ograniczenie wypromieniowania. Istnieją jednak źródła przeprowadzające analogię pomiędzy tymi zjawiskami.